# Åke Stenqvist
Åke Stenqvist (Stoccolma, 31 gennaio 1914 – Stoccolma, 12 agosto 2006) è stato un lunghista e velocista svedese.

## Biografia
Nel 1936 prese parte ai Giochi olimpici di Berlino, dove si classificò decimo nel salto in lungo a pari merito con Otto Berg e partecipò anche alla staffetta 4×100 metri, finendo la gara alle batterie di qualificazione. Nel 1938 ai campionati europei di Parigi si classificò undicesimo nel salto in lungo e conquistò la medaglia d'argento nella staffetta 4×100 metri.

## Palmarès
| Anno | Manifestazione  | Sede    | Evento         | Risultato | Prestazione | Note |
| ---- | --------------- | ------- | -------------- | --------- | ----------- | ---- |
| 1936 | Giochi olimpici | Berlino | Salto in lungo | 10º       | 7,30 m      |      |
| 1936 | Giochi olimpici | Berlino | 4×100 m        | Batteria  | 41"5        |      |
| 1938 | Europei         | Parigi  | Salto in lungo | 11º       | 7,01 m      |      |
| 1938 | Europei         | Parigi  | 4×100 m        | Argento   | 41"1        |      |